# 큔 뮤직
큔 뮤직(Ki/oon Music)은 일본의 소니 뮤직 엔터테인먼트(SMEJ) 산하의 레코드 레이블이다.

## 연혁
- 1992년 4월,〈큔 소니 레코드〉레이블 설립.
- 1998년 4월, 레이블 이름을 〈큔 레코드(Ki/oon Records)〉로 변경.
- 2001년 10월, SME제작 부문으로부터 분리. 주식회사 큔 레코드가 된다.
- 2012년 4월, 창립 20주년 기념으로 〈주식회사 큔 뮤직〉으로 변경
- 2014년 4월, (주) 소니 뮤직 레코즈에 흡수 합병되어 새롭게 발족한 (주) 소니 뮤직 레이블스의 사내 레코드 레이블이 된다.

## 소속 아티스트
- 고스펠라즈
- 그룹 타마시
- 덴키 그루브
- 라르크 앙 시엘
- 마고코로 브라더즈
- 시도
- 아시안 쿵후 제너레이션
- 오쿠다 다미오
- 이박사
- 유니콘
- 이시노 다쿠야
- 챗몬치
- 폴리식스
- 플로
- DOES
- NICO Touches the Walls
- PUFFY
- TOTALFAT
- Hemenway
- 피코

## 과거에 소속했던 아티스트
- 시노하라 토모에
- 엑스 재팬
- SUPERCAR